# Захаров Аркадій Олександрович
Аркадій Олександрович Захаров (нар. 22 квітня 1945) — радянський футболіст, захисник.

## Життєпис
Футбольну кар'єру розпочав 1964 року в команді Класу «Б» «Дунаєць» (Ізмаїл) (16 матчів, 1 гол). 1966 року перейшов до одеського «Автомобіліста», зіграв 1 матч, після чого отримав повістку до армії. Військову службу проходив в одеському СКА. У першій групі класу «А» дебютував 26 квітня 1966 року в програному (0:3) домашньому поєдинку 4-го туру проти єреванського «Арарату». Аркадій вийшов на поле в стартовому складі та відіграв увесь матч. За підсумками сезону 1966 року зіграв 36 матчів в еліті радянського футболу, але не зміг допомогти «армійцям» уникнути пониження в класі. Наступний рік провів разом зі СКА в Класі Б (16 матчів). Наступного року захищав кольори кіровоградської «Зірки» (24 матчі). У 1969 році повернувся до одеських «армійців», де виступав до завершення вище вказаного сезону. Футбольну кар'єру завершив 1970 року в сєвєродонецькому «Хіміку».